# Isaak Zabanius
Isaak Zabanius (Zabanius Izsák, Brodsán (Nyitra vármegye), 1632. július 5. – Nagyszeben, 1707. március 18.) evangélikus lelkész és tanár.

## Élete
Johannes Zabanius evangélikus lelkész és Neuholz Zsófia fiaként született. Privigyén és Sopronban tanult. Wittenbergben 1659. április 26-án iratkozott be az egyetemre, ahol 1650. április 26-án magisteri címet szerzett.
Hazatérve, 1659. november 27-én Breznóbányán iskolaigazgató, 1661. május 16-án Eperjesen konrektor, 1667. május 16-án Eperjesen teológiai tanár lett. Állását valami okból már 1670-ben elveszítve külföldön bolyongott. 1676. január 11-én Nagyszebenben a teológia és bölcselet tanárának választották. Ugyanitt 1681. május 26-ától igazgató. 1687-ben szászorbói lelkész, 1691-ben szászsebesi, 1692. november 17-én nagyszebeni első lelkész lett, később a káptalan dékánnak is megválasztotta.
Gyakran vitatkozott a kassai jezsuitákkal; 1677-ben zsinatilag szüntették be vitájukat.

## Művei
- Exercitatio Physica De Intellectu… Vittenberg, 1658.
- I. N. J. .An detur unus conceptus entis in communi objectivus & quae sit ejus ad sua inferiora ratio? Trencsény, 1660.
- I. N. J. Fasciculus Controversiarum, De Natura Et Constitutione Theologiae occurrentium, adspirante sacro Flamine. Trencsény, 1660.
- I. N. J. An rationale esse sit ultima hominis differentia?… Trencsény, 1660.
- Colossus duraturae Constanter memoriae Joannis Sartorii… Lőcse, 1662.
- De atributis entis ex philosophia prima. Wittenberg, 1662.
- I. N. J. David, ob intempestivam populi numerationem triduanapeste punitus, Dramatis… Kassa, 1663.
- Existentia Atomorum ab iniuria, quatuor & viginti Argumentorum… Kassa, 1667.
- Theses theol. De Fide, Spe & Charitate Divina. Kassa, 1668.
- Disputatio Theologica Synopsi controversiae primae Christophori Mejer, Theol D. et Prof. in Universitate Viennensi, in qua de Salute et Justificatione nostra agitur opposita. Kassa, 1668.
- Disputatio Metaphysica, De Ratione Entis Objectiva. Kassa, 1658.
- Disputatio Metaphysica De Subalternatione Disciplinarum, & Nominalibus Entis Distinctionibus. Kassa, 1668.
- Disputatio Metaphysica III. De Latifudine et Ordine Intelligibilium deque Conceptus Entis Objectivi ac Formalis Praecisione & Illius Transcendentia. Lőcse, 1668.
- Theses Catholicae de Conciliis Oecumenicis Ecclesiae Catholicae et eorum authoritate. Ventilata Eperiesini. Lőcse, 1568.
- Disputatio Metaphysica IV. De Existentia, Distinctione, & Ordine Affectionum Entis in Genere… Kassa, 1668.
- Disputatio Metaphysica V. De Perfectione deque Vnitate Formali. Kassa, 1669.
- Disputatio Metaphysica VI. De Vnitate, unione, veritate et bonitate. Kassa, 1669.
- Disputatio Metaphysica VII. De Duratione Vbietate Necessario et Contingente. Kassa, 1669.
- Disputatio Metaphysica VIII. De Dependente & lndependente, Creato & Increato. Actu & Potentia, Principio & Principiato. Kassa, 1669.
- Disputatio Metaphysica IX. De Causa & Causato. Cum in Genere tum in Specie. Kassa. 1669.
- Disputatio Metaphysica X. De Affectionibus Entis Disjunctis Mediatis. Lőcse. Kassa, 1669.
- Disputatio Metaphysica XI. De Minori Entis Abstractione. Kassa, 1669.
- Disputatio Metaphysica XII. ( Ultima. De Classibus Rerum. Lőcse, 1669.
- Synopsis Controversiarum metaphysicarum. Lőcse, 1669. (Ezen a címen foglalta össze egy kötetbe az általa Kassán és Lőcsén 1668-ban és 1669-ben kiadott metaphysikai vitairatait.)
- Disputatio I. Theologica Thesibus Controversiarum Fidei Prooemialibus Matthiae Sambar… Controv. Fidei in Collegio Cassoviensi Jesuitarum Professoris Ordinarii opposita. Lőcse, 1669.
- Disputatio Theologica II. Thesibus Controversiarum Fidei Prooemialibus, Matthiae Sambar… Controv. Fidei & Sacrae Scripturae in Collegio Cassoviensi Jesuitarum Professoris Ordinarii opposita, in qua Tertia Ejus Animadversio prooemio loco excutitur. Lőcse, 1669.
- Disputatio Metaphysica, De Existentia Rei Intelligibilis, ac praecipue quidem, Naturae communis, objective spectatae in Intellectu. Kassa, 1670.
- Dissertatio Philosophica; In qua de Questione sequenti: An Essentia rei creatae, in vel extra Deum, sit ab aeterno realiter? Contra Franciscum D'Abra de Raconis aliosque ejusdem farinae Philosophos accurate disputatur. Hely n. 1670. (Ajánlja a szerző Thorn város tanácsának.)
- Theses, Antitheses Philosophicae, Aphilosophicae, orthodoxae, heterodoxae, seu compendium praelectionum publicarum. Mense Aug. 1672. Tübingen, 1672.
- Dissertatio. In qua, Questio haec Moralis: An Ludimoderator vel Professor, praecipue externa vi exauctoratus salva conscientia mercaturam facere possit… Wittenbergae; 1674.
- Disputatio Scholastico-Theologica. Sua ipsius brevitate prolixa, in qua Ratio habitus practici solidore studio Theologiae Revelatae vindicatur. Nagyszeben, 1676.
- Disputatio II. Theologica De Motivo Formali Infallibili Cognoscendae Revelationis Divinae, Poganorum, Judaeorum, Mahumetanorum & Christianorum respectu. Nagyszeben, 1677.
- Disputatio Theologica, de Questione: An dogma de Sacramentis, sit Articulus Fidei Fundamentalis. Nagyszeben, 1678.
- Disputatio Theologica de Gratia Dei. Nagyszeben, 1678.
- Disputatio Theologica, de Fide distinctive, quidditative, effective & attributive spectata. Nagyszeben, 1678.
- Disputatio Theologica. De Processione Spiritus Sancti a Patre Et Filio Auspice Spiritu Sancto coelestis veritatis. Nagyszeben, 1678.
- Disputatio Theologica De Meritis Bonorum Operum quoad Justificationem & Vitam aeternam. Nagyszeben, 1679.
- Dissertatio Theologica de Verbo in Divinis. Nagyszeben, 1679.
- Defensio Disputationis De Processione Spiritus S. a Patre & Filio. Nagyszeben, 1679.
- Disputatio I. Semestris De Ecclesia. Nagyszeben, 1681.
- Disputatio Menstrua, Ex quarto Decalogi praecepto. Nagyszeben, 1682.
- De Academia. Nagyszeben, 1685.
- I.N.J. In Collegio Academico Cibiniano de Academia...Auspice... Johanne Leonhardi... Nagyszeben, 1685.
- Armatura Inermis, Qua, Michael, Coelestis ille Promachus & Agonotheta Bello; sed incruento, Hydram septicipitem, Stygiae paludis incolam, adortus, non modo victoriose debellavit, in Apocalipsi… ad vivum expressa. Nagyszeben, 1686.
- Vale Gymnastium, in quo, quis fuerit Melchisedech Abrahamo obvius. Nagyszeben, 1686.
- De Ritibus Ecclesiasticis. Tübingae, 1687.
- Oratio Panegyrica in solenni pompa exequiali… Principis… Michaelis Apafi Transylvaniae Principis. Nagyszeben, 1691.
- Die, Denen schmertzlich Leyd-Tragenden Wittwen Cypressen entgegengestellt auch Ewig Grün- und blühende Rosen-Au… Nagyszeben, 1693 és 1695.
- Christliches Ehren-Gedächtniss, Des weiland… H. Christiani Reicharts… Nagyszeben, 1695.
- Trauer und Freudenschmuck. Nagyszeben, 1696. (Gyászbeszéd Frank Bálint szebeni királybiró neje Rosenauer Anna Mária fölött.)
- Unverhofft, doch aber seliger Taubenflug… Nagyszeben, 1696. (Gyászbeszéd Frankenstein György notarius fia fölött.)
- Pharus Refulgens, quse Fluctuanti fidelis animae navigio, in procelloso variorum Schismatum Oceano securam, ad optatum coeli portum viam ostendit Luce Verbi Divini, opera & studio. Drezda, 1697.
- Davidis Schleuder, dadurch Bönings Schlinge ganz zurissen… Hely nélkül, 1697.
- I. N. J. Majestätischer Ehrenthron des Kaysers und Königs Leopoldi des… Grossen. Nagyszeben, 1699.
- Consideratio Problematis Paradoxi de Spiritu S. an non per illum Sanctorum Angelorum genus intelligi possit?… Nagyszeben, 1700.
- Amica Consideratio Eorum, quae Fratres Unitarii, in Apologia sua contra Reformatos, paucis ab hinc annis, publicae luci elposuerunt… Nagyszeben, 1705.
- Brevis & succincta Dialysis Dubiorum Theologicorum, quae Johannes Becius Apostata… movit…. Nagyszeben, 1705.
- Irenicum Eristicum, seu Reconciliatoris cujusdam Christianorum hodiernorum norma enormis… (Nagyszeben, 18. század eleje.)
- Begnügliche Vertheidigung derselben Sprüche der heil. Schrift, mit denen die wahre christliche Gemeine die wesentliche Gottheit unsers H. Christi Jesu bezeuget. (Nagyszeben, 18. század eleje.)